# سان خوسيه (ألمرية)
سان خوسيه هي قرية وميناء صيد في بلدية نايجار، في مقاطعة الميرية، داخل «الحديقة الطبيعية» كاب غاتا-نجار. وكان سكانها في عام 2013 250 نسمة.